# 馬漢王子花園
馬漢王子花園，或沙茲德馬漢花園（波斯語：‎，羅馬化：Bāgh-e Shāzdeh Mahan），是一座波斯園林，位於伊朗克爾曼省馬漢附近。花園占地5.5公頃，呈長方形，四周有圍牆。
花園下端有一個入口和大門，上端是兩層住宅結構，之間有階梯噴泉。馬漢王子花園於2011年6月被列入世界遺產名錄。

## 历史
花园于1850年左右由卡扎尔亲王穆罕默德·哈桑·汗·卡贾尔·萨尔达里·伊拉瓦尼修建，1873年为统治该省11年的阿卜杜勒·哈米德·米尔扎扩建，并在他去世后于1890年代由克尔曼总督竣工。花园中央的宫殿亭是王子的夏宫。1991年，为了纪念Khaju Kermani举行的追悼会，花园进行了全面翻修。

## 圖庫

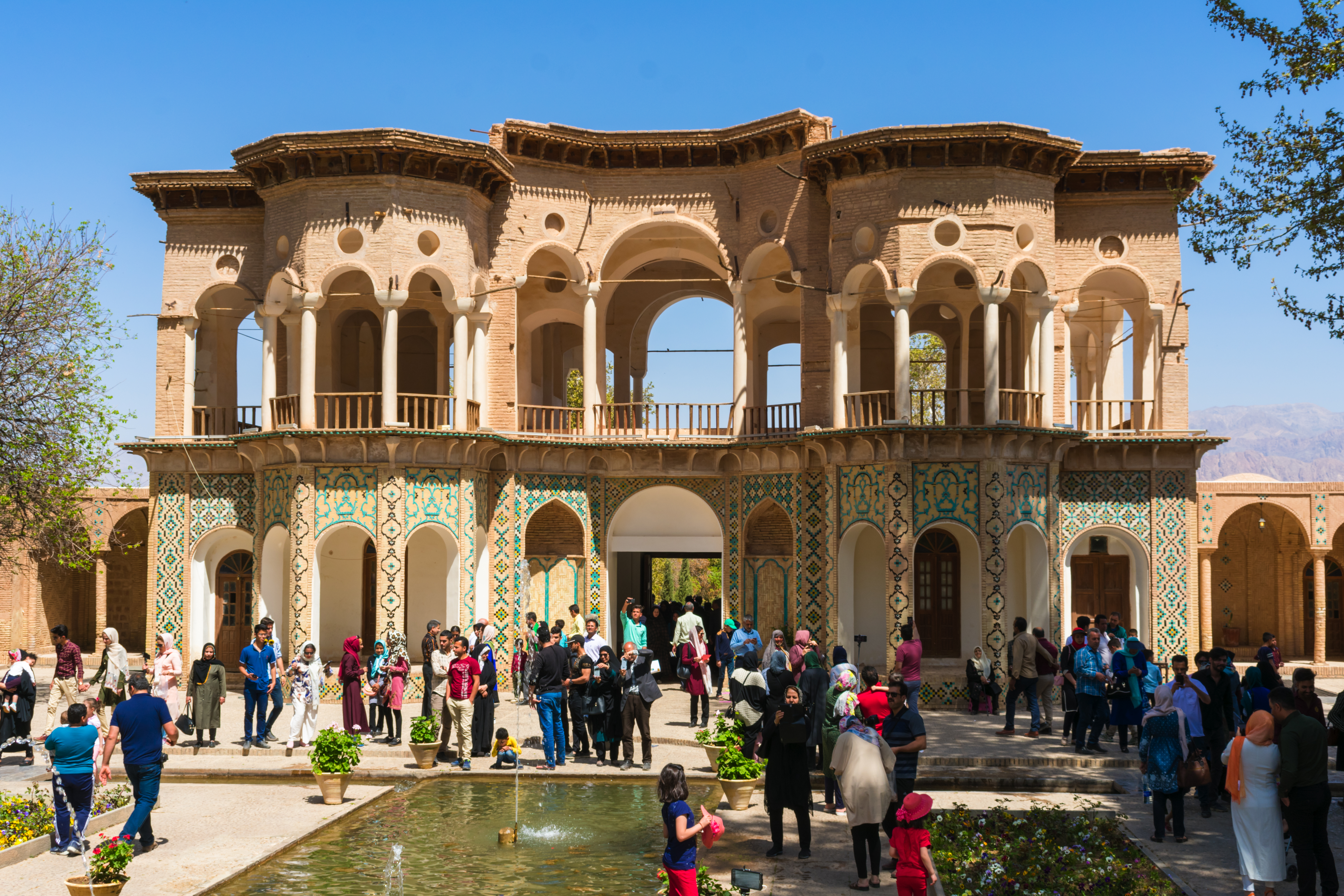
王子花園
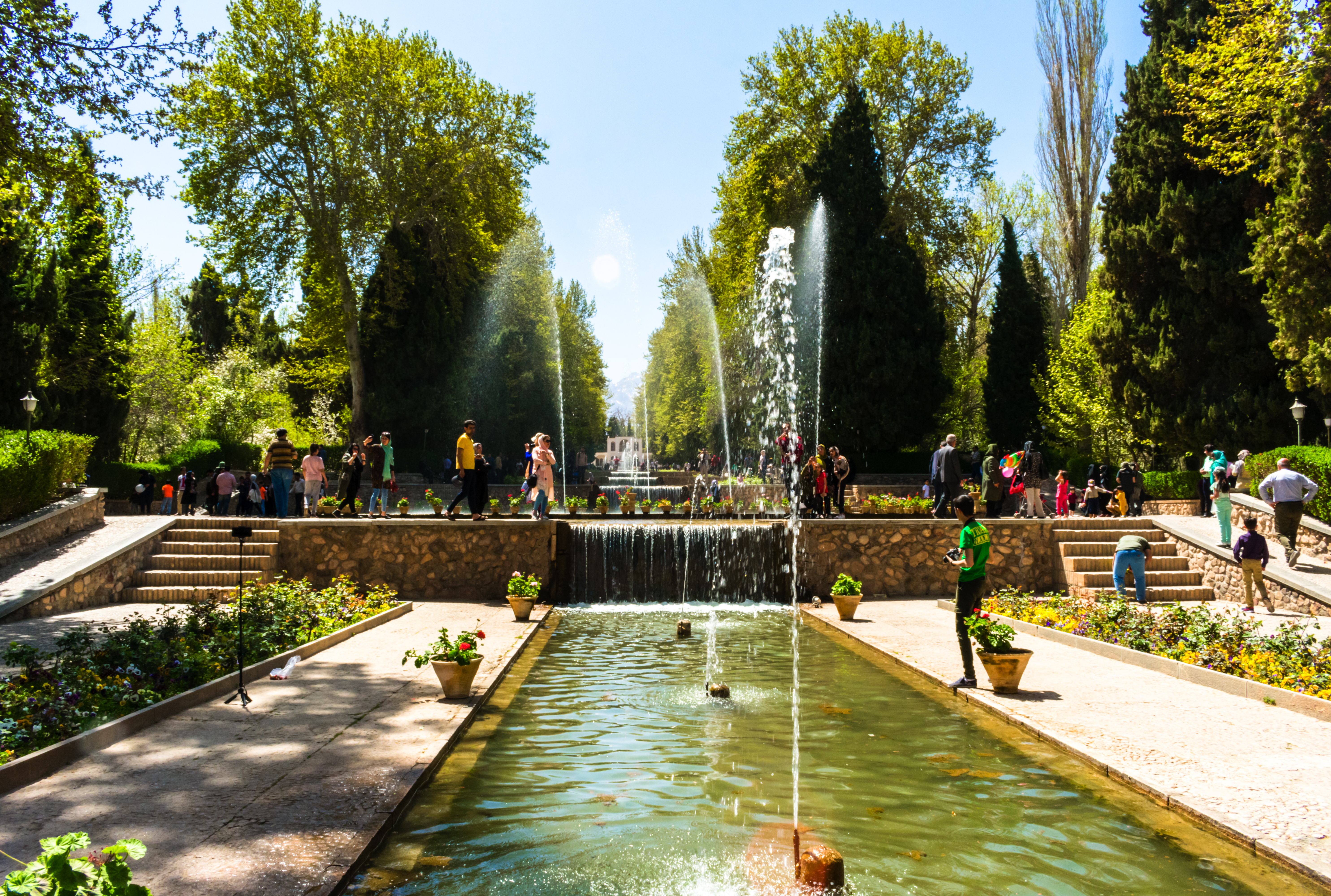
王子花園
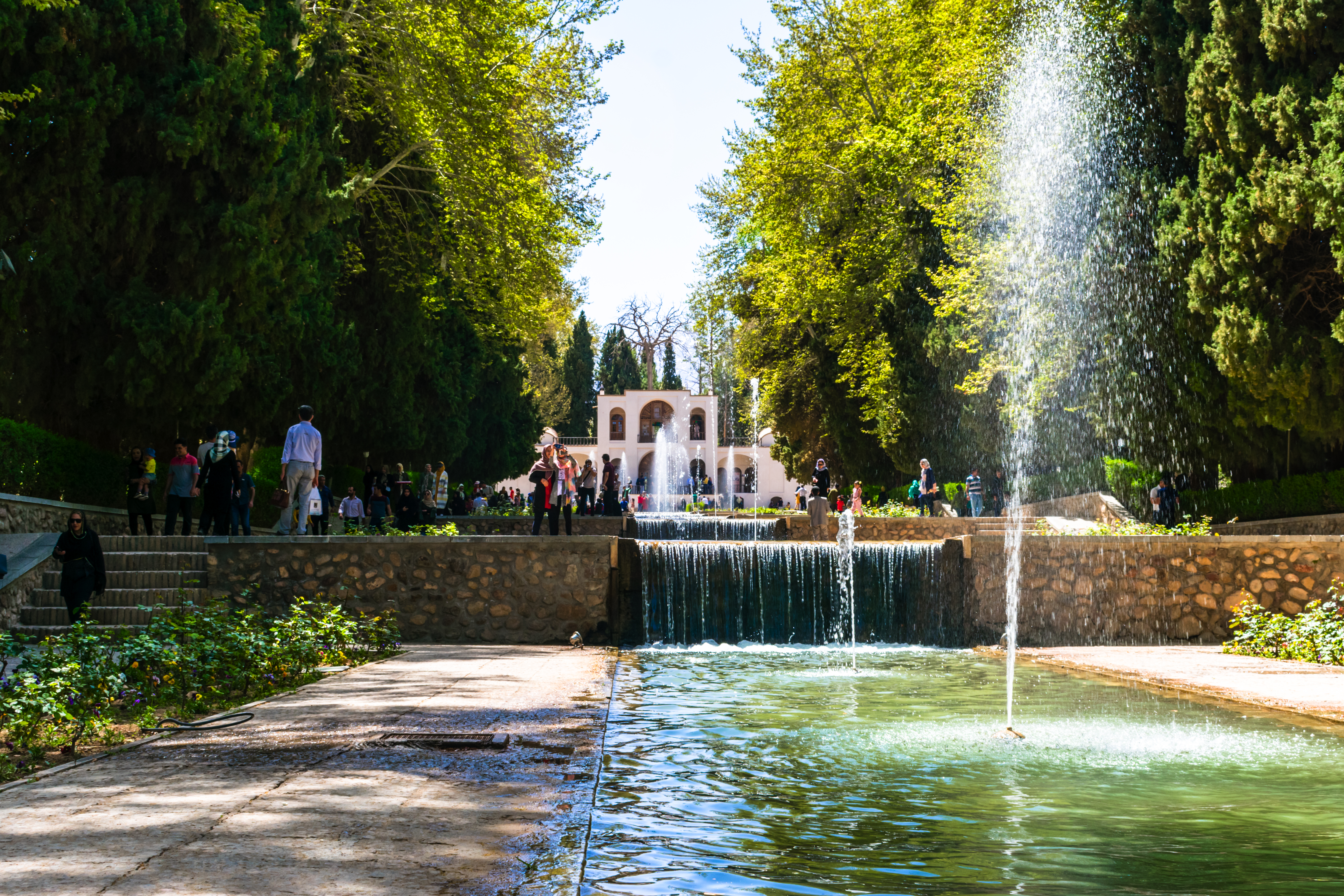
王子花園
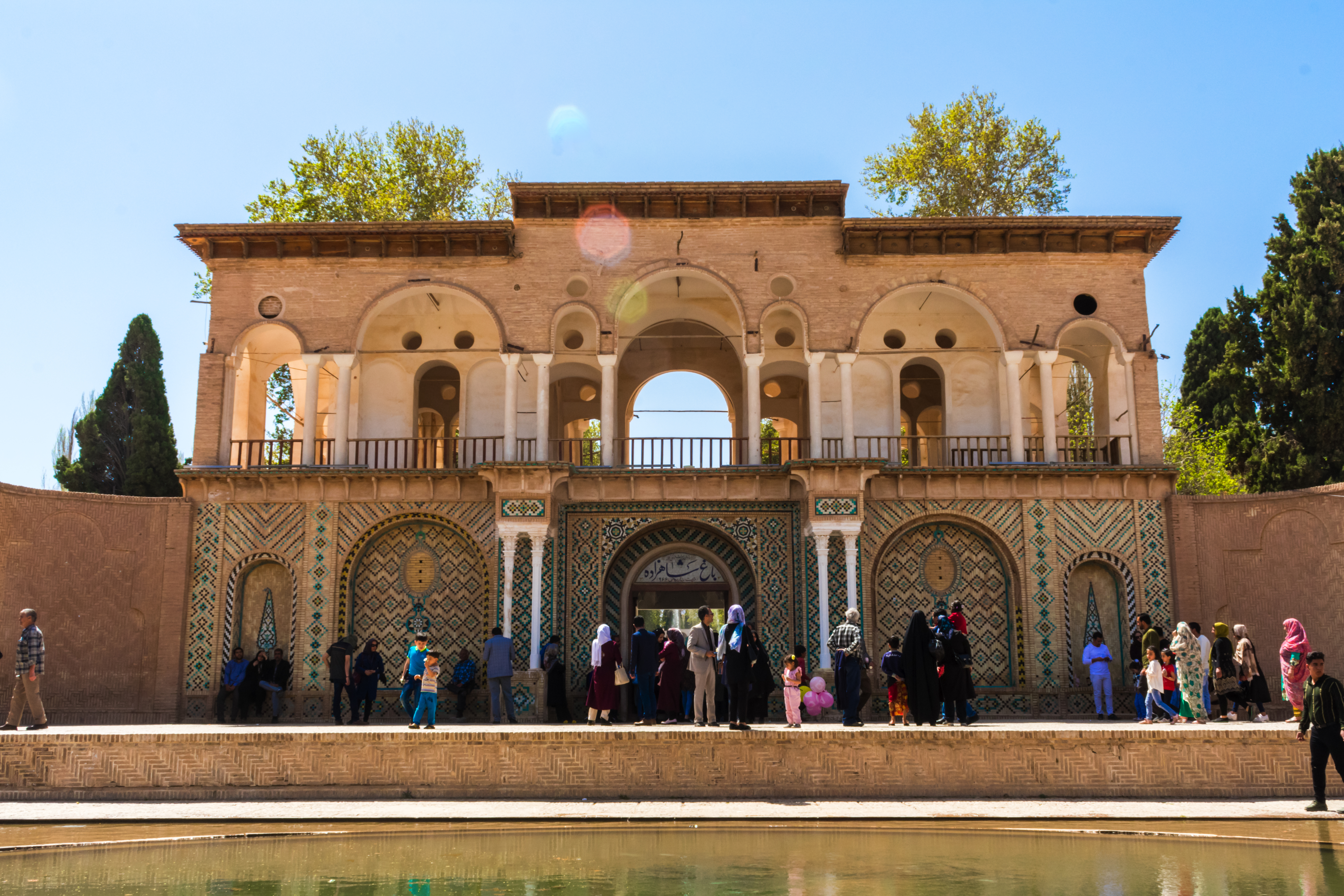
王子花園
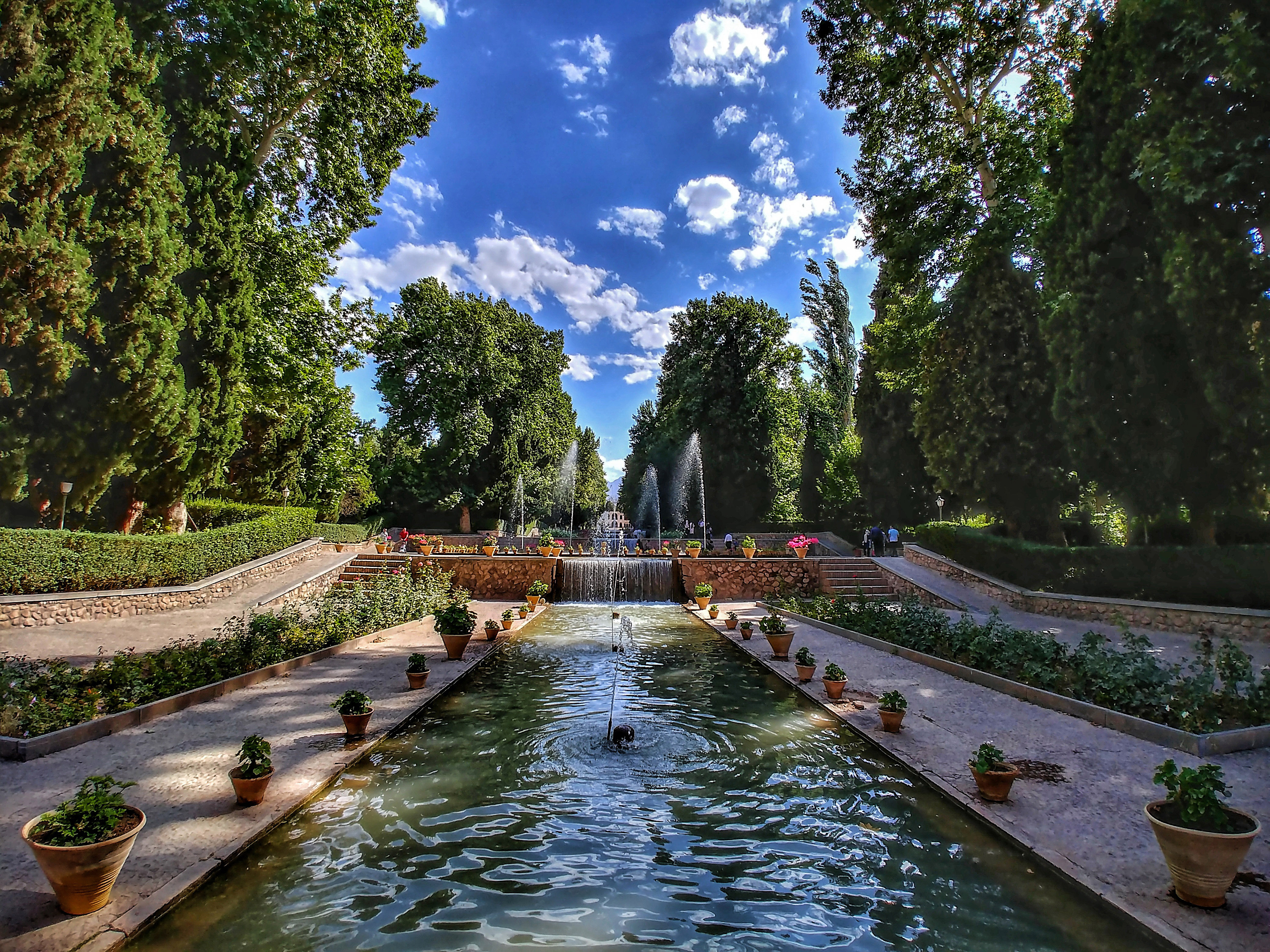
王子花園
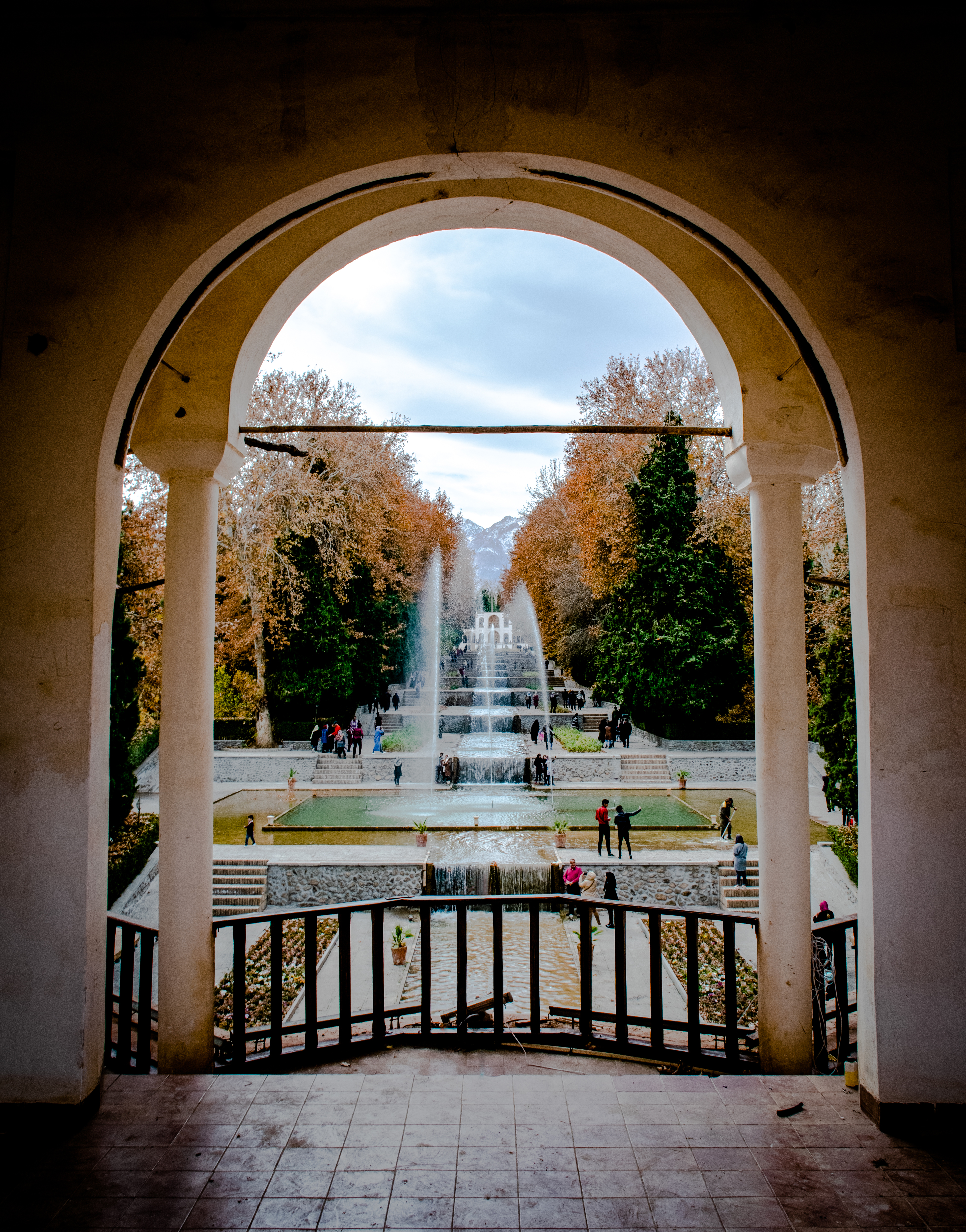
王子花園
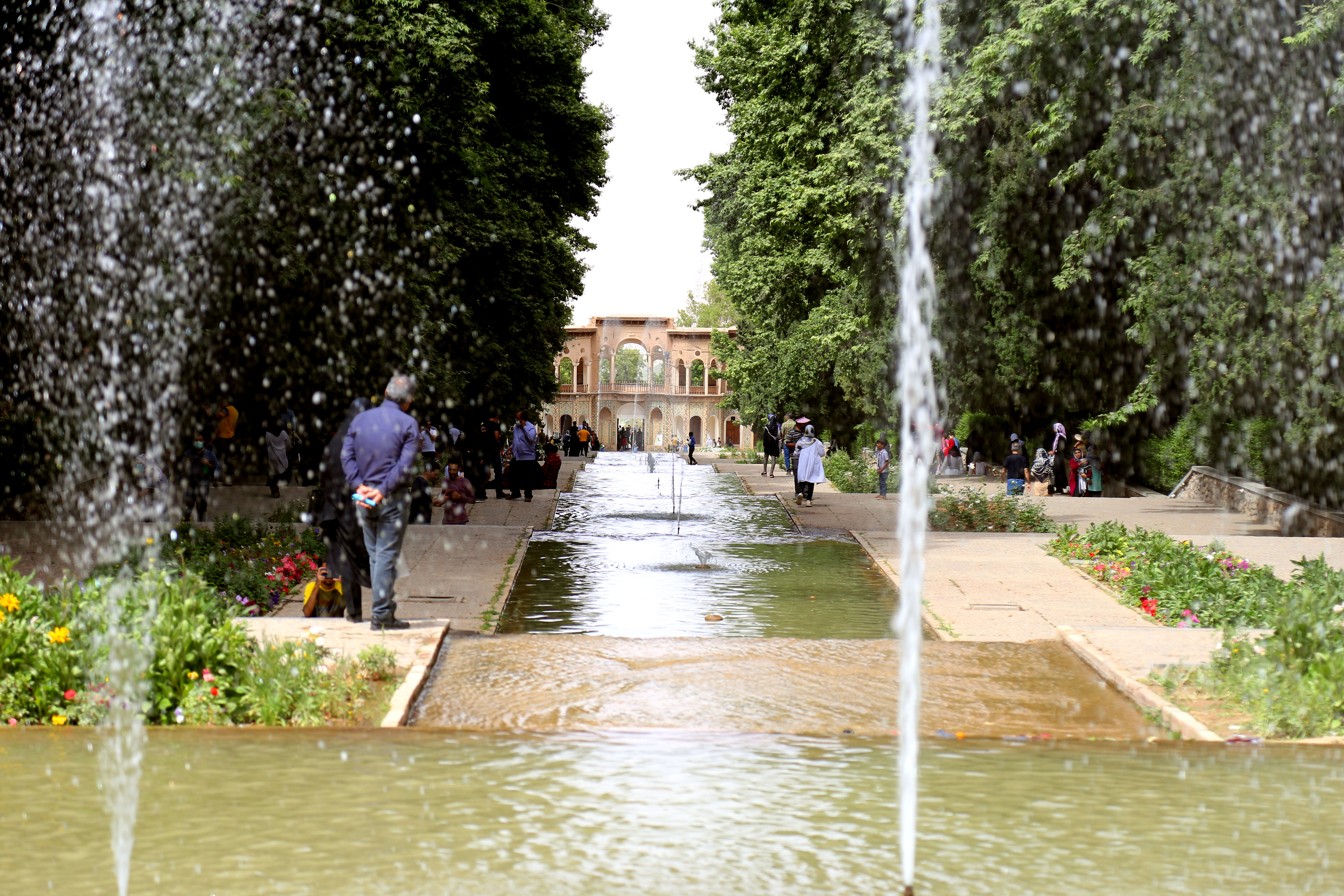
王子花園
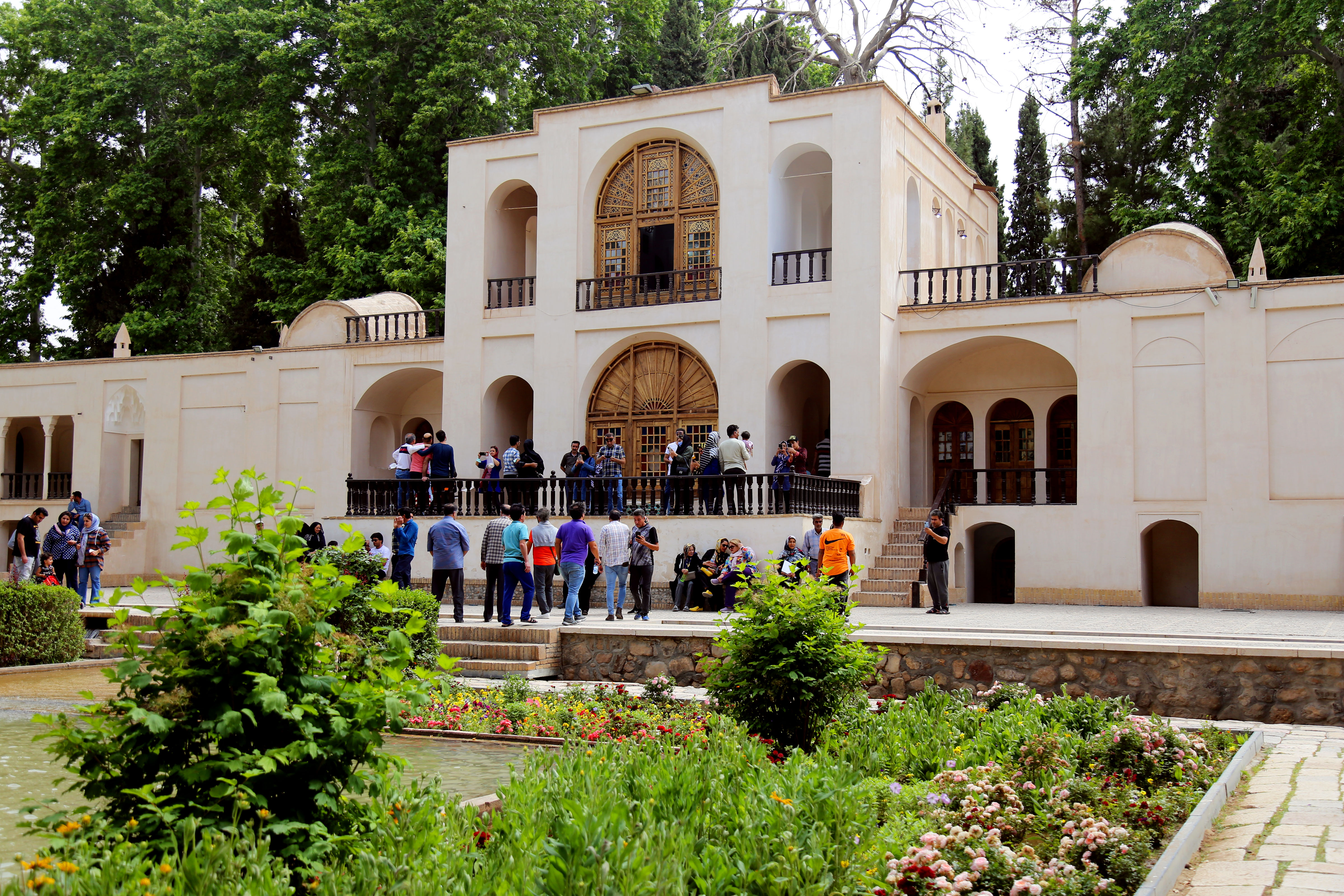
王子花園
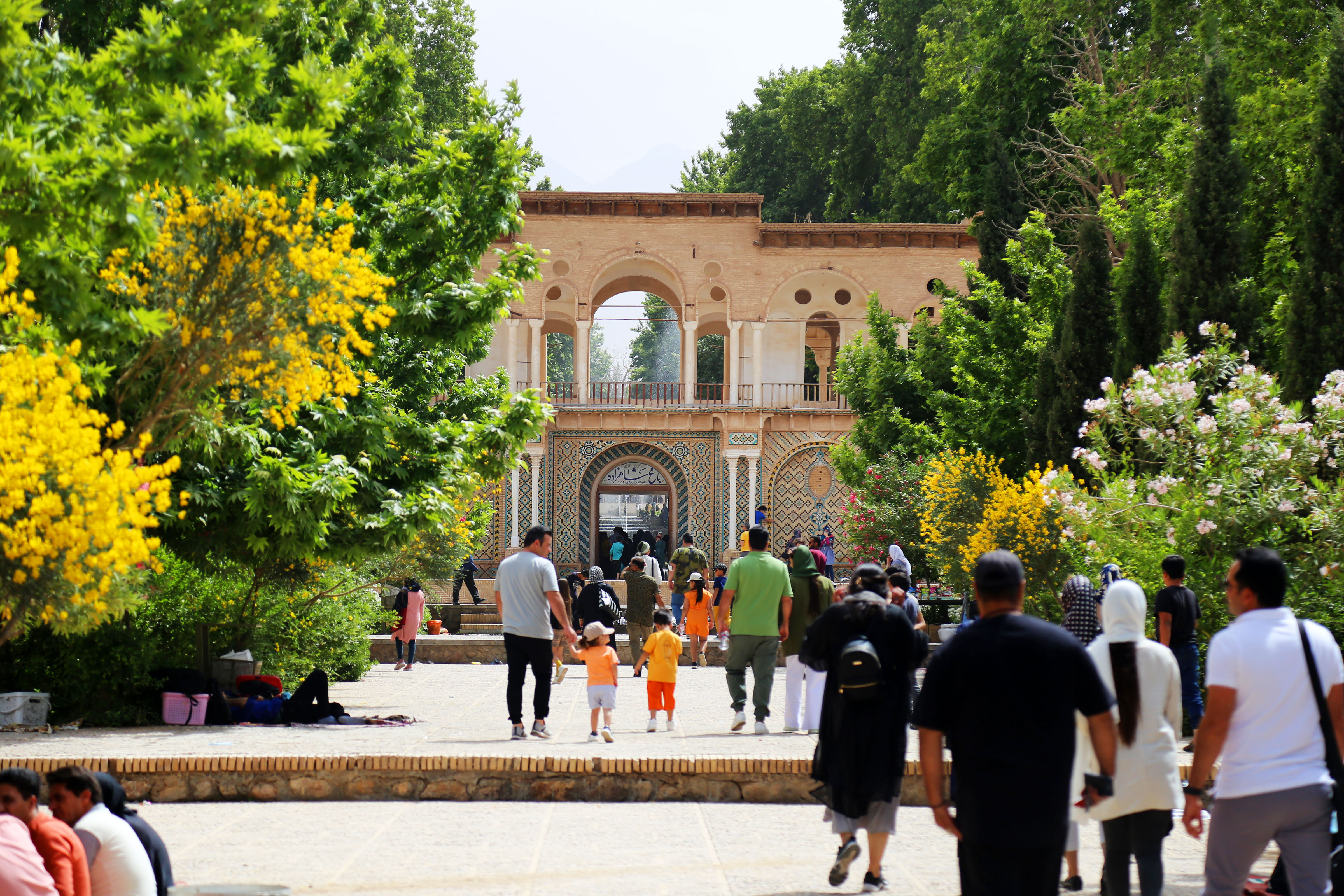
王子花園